# Linia kolejowa nr 735
Linia kolejowa nr 735 – pierwszorzędna, jednotorowa, zelektryfikowana linia kolejowa łącząca posterunek odgałęźny Górki ze stacją Zajączkowo Tczewskie.
Linia ta wraz z linią kolejową nr 729 stanowią łącznicę umożliwiającą prowadzenie ruchu pociągów towarowych po tzw. magistrali węglowej z pominięciem stacji Tczew. W przeważającej części położona jest w granicach administracyjnych miasta Tczewa i dzięki wybudowanym wiaduktom drogowym i kolejowym jej przebieg jest w całości bezkolizyjny.

## Przewoźnicy
Na linii ruch towarowy jest prowadzony przez między innymi następujących przewoźników:
- Lotos Kolej
- PKP Cargo
- DB Cargo Polska
- CTL Logistics
- Orlen KolTrans
- Koleje Czeskie
- Pol-Miedź Trans